# Lečo

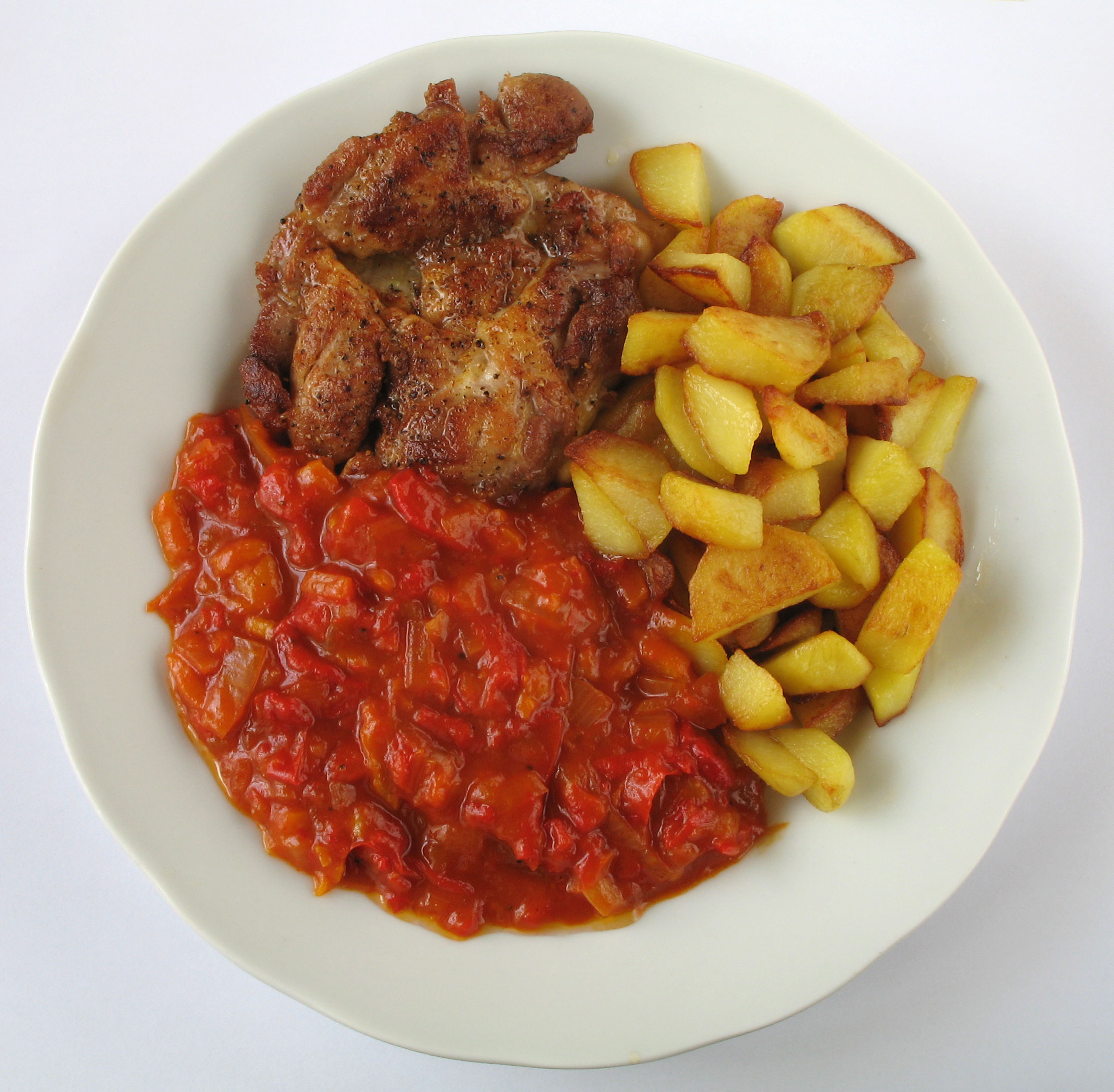
Lečo s grilovaným masem a brambory v rakouské verzi

Lečo (maďarsky lecsó, slovensky lečo, polsky leczo, německy Letscho) je původně maďarský pokrm, který se rozšířil do střední Evropy. Tradičním jídlem je v české a slovenské kuchyni, značně rozšířeným je v Polsku a v Rakousku.
Základem tohoto teplého pokrmu je paprika, rajčata a cibule. Připravuje se především v létě, kdy je dostatek ingrediencí.

## Maďarské lecsó
Maďarské lečo patří mezi klasické pokrmy tamní maďarské kuchyně. Původně se v Maďarsku podávalo jen jako příloha například k pečené kachně, až následně se z něj stal také svébytný pokrm podávaný s přílohou, který se rozšířil i do zmíněných evropských kuchyní. Prvotně je zaznamenáno v Týdenní kuchařce paní Emy z roku 1902 pod názvem omácska. Až v roce 1914 se objevil v 10. čísle časopisu Maďarský jazyk z roku 1914 název lecsó. Dle názoru některých lingvistů jde o zkomoleninu slovenského všeličo.
V současnosti se v Maďarsku lečo stále podává buď jako hotové jídlo nebo jako omáčka k masům, nejčastěji pod biftek nebo ke grilovaným masům. Zavařené lečo se tu potom používá také jako základ pro tamní gulášovou polévku nebo pro perkelt.
Základem je jeden díl cibule na plátky a dva díly rajčat a tři nebo čtyři díly papriky. Paprika se preferuje zelená (v obchodech označovaná jako bílá), ale lze použít i sladší barevné. Papriky a rajčata se někdy v maďarské verzi loupou, papriky po upečení, rajčata po spaření. Kvůli pracnosti se ale užívá i varianta ze syrové neoloupané zeleniny. Následně se papriky nakrájí na kolečka a rajčata na čtvrtky. Cibule se krátce osmaží na sádle, slanině či oleji a zasype se mletou paprikou včetně pálivé kvůli typické ostřejší chuti, nato se přidají papriky, rajčata, sůl a pepř a jídlo se dusí pod pokličkou. V maďarské verzi není žádná přidaná voda a směs se ani nezahušťuje.
Recept má v rámci Maďarska své varianty. Často se před dušením přidává další zelenina, typicky lilek nebo cuketa, někdy třeba dýně, kapusta, fazole, jindy houby. Na rozdíl od české verze, kam se dává často vajíčko, se do maďarské standardně nedává. V případě, že je podáváno jako samostatné jídlo, může se přidat na kolečka nakrájená často pikantní klobása a v takovém případě se podává s nočky nebo s tarhoňou, v některých regionech zase s rýží nebo bramborami, nejčastěji jen s bílým chlebem. Delikátnější verze může být podaná s kopečkem zakysané smetany uprostřed. Ta zjemní pálivost jídla.

## České lečo

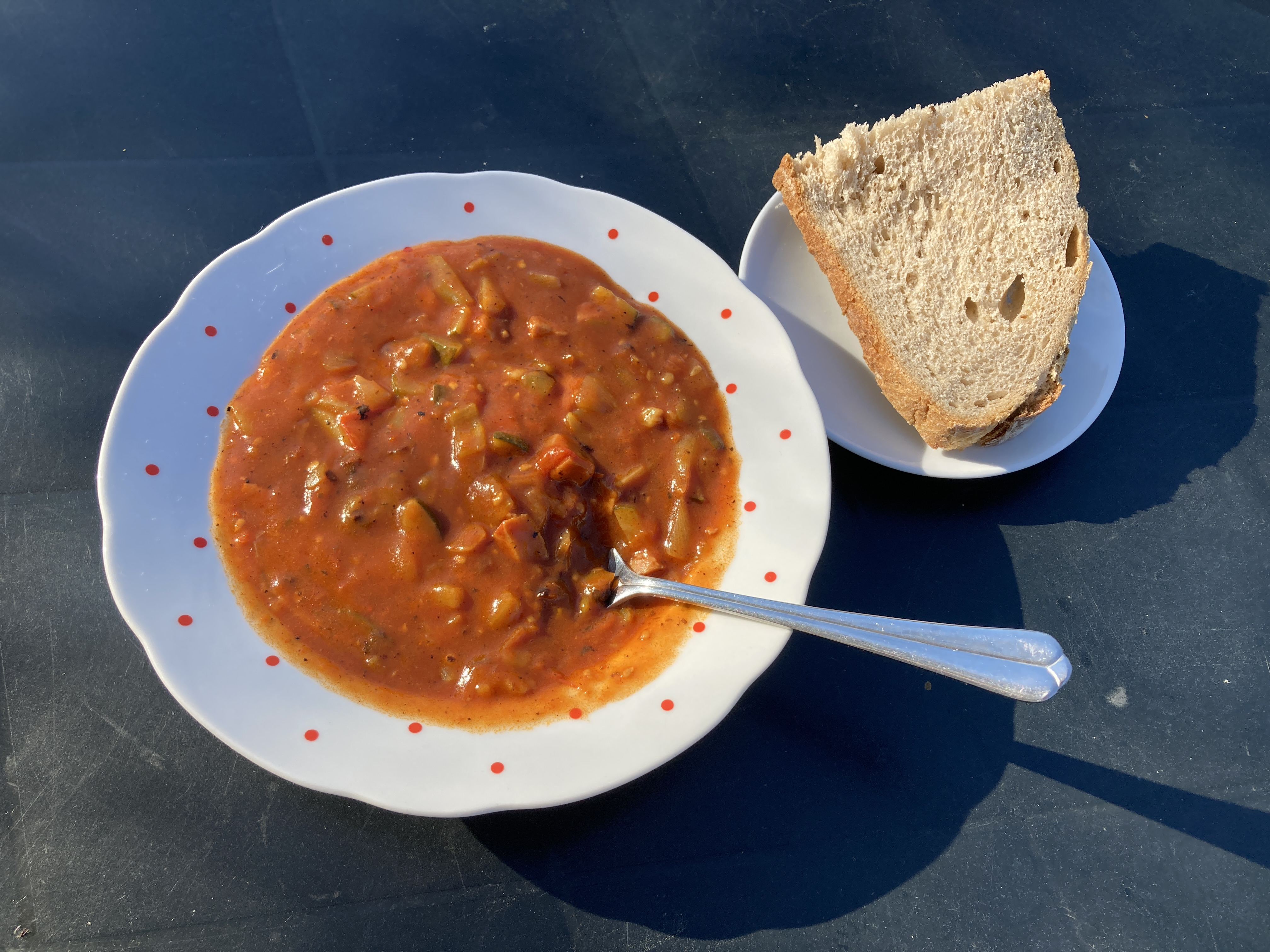
České domácí lečo, s chlebem.

V Česku je lečo oblíbeným jídlem, i když se najdou lidé, kterým lečo nechutná. Nejčastěji se zde připravuje s rozšlehanými vejci, která se během vaření vmíchají, srazí a tím i zahustí pokrm. Na rozdíl od maďarského originálu se zelenina neloupe, nepředvařuje, nepředpéká nikdy, což snižuje časové nároky na přípravu. České lečo se obejde bez pálivé papriky a při dušení se na rozdíl od maďarské verze lečo někdy podlévá trochou vody, následně zase zahušťuje moukou, případně především dříve strouhankou, nejčastěji ale vejcem. I v Česku existuje mnoho variací receptu a na rozdíl od maďarské verze tu není tak striktně stanoven poměr surovin. Známé je například lečo se salámem a vejci, které není pikantní ani dochucené mletou paprikou a podává se s bramborami nebo s chlebem. Lečo po srbsku se zase připravuje s mletou paprikou, vepřovým masem a podává se s rýží.

## Konzervace
První průmyslově vyráběnou konzervu lecsó začala maďarská továrna vyrábět v období první poloviny 20. století a konzerva se stala vážným vývozním artiklem.
V české kuchyni je oblíbená průmyslově vyráběná konzerva Lečo s moravskou klobásou a vejci. Za jejím zrodem stál mistr v konzervování Jaroslav Balaštík. Jejich kvalita ale dle mnohých jedlíků od dob, kdy se prodávaly za socialismu za 4,70 Kčs, upadla.
V domácích podmínkách se lečo často zavařuje nebo mrazí na zimu nebo na chvíle, kdy není čas na vaření.

## Podobná jídla

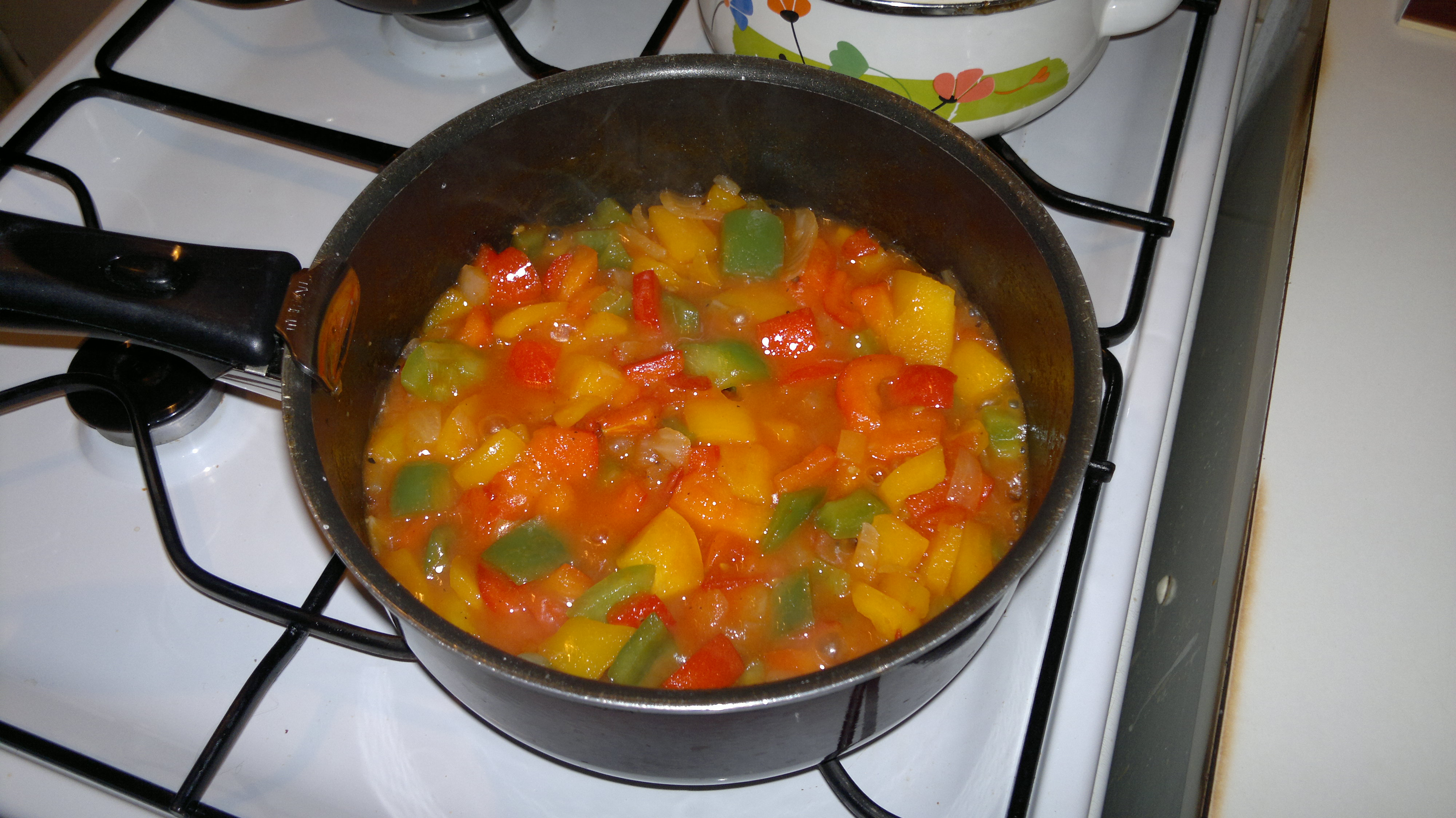
Příprava leča v Česku

Leču se podobá italská peperonata, která je ale méně ostrá. Podobné je také francouzské ratatouille, katalánská xamfajna nebo turecký menemen, do kterého se navíc přidává sýr. Směs se na pánvi nemíchá, ale otáčí po částech.